# Franklin S. Billings

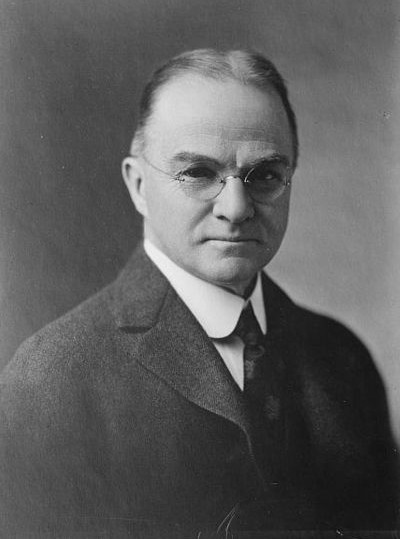
Franklin S. Billings

Franklin Swift Billings, född 11 maj 1862 i New Bedford, Massachusetts, död 16 januari 1935 i Woodstock, Vermont, var en amerikansk republikansk politiker. Han var viceguvernör i delstaten Vermont 1923–1925 och därefter guvernör 1925–1927.
Efter studierna vid Harvard University arbetade Billings på en fårfarm i Kansas och var därefter länge verksam inom export- och importbranschen i New York. Han flyttade 1903 till Vermont där han blev chef för ett järnvägsbolag.
Efter två år som viceguvernör under Redfield Proctor Jr. tillträdde Billings 1925 ämbetet som delstatens guvernör. Han efterträddes två år senare av partikamraten John E. Weeks.
Anglikanen Billings gravsattes på Riverside Cemetery i Woodstock, Vermont.